# Rolf Nemitz
Rolf Nemitz (* 5. Juni 1948 in Neukirchen-Vluyn) ist ein deutscher Literatur- und Sprachwissenschaftler, Philosoph, Pädagoge und Hochschullehrer.

## Werdegang
Nach dem Abitur am Otto-Hahn-Gymnasium in Dinslaken studierte Nemitz von 1967 bis 1971 an den Universitäten Bonn und Marburg Germanistik und Geschichte. Ab 1971 studierte er anschließend an der Freien Universität Berlin Germanistik und Philosophie. 1977 schloss Nemitz sein Studium mit einer Magisterarbeit zum Thema „Der Begriff der Technik bei Marcuse und seinen Nachfolgern“ mit Auszeichnung ab. Von 1978 bis 1983 war er Wissenschaftlicher Assistent am Psychologischen Institut der Freien Universität Berlin bei Klaus Holzkamp und fokussierte sich auf Sozialisationstheorie und Bildungsökonomie. Zudem war Nemitz von 1978 bis 1985 Mitglied der Forschungsgruppen „Projekt Ideologie-Theorie“ von Wolfgang Fritz Haug sowie „Projektgruppe Automation und Qualifikation“ von Frigga Haug. Von 1989 bis 1995 war er Mentor der Fernuniversität in Hagen in deren Studienzentrum an der Freien Universität Berlin und betreute dort Studierende der Erziehungswissenschaft, Soziologie, Psychologie, Philosophie und Geschichte im Grundstudium. 1993 wurde Nemitz schließlich im Fachbereich Pädagogik der Universität Oldenburg bei Hilbert Meyer und Detlef Garz über „Kinder und Erwachsene. Zur Begründung der pädagogischen Differenz“ promoviert. Ab 1985 war er ferner als Lehrbeauftragter am Institut für Erziehungswissenschaften der Universität Innsbruck beschäftigt, wo er sich 1994 über „Erziehung und Ideologie“ habilitierte. Anschließend war er ebenda Privatdozent. 1995/1996 war Nemitz Gastprofessor in Innsbruck. Von 1997 bis 1999 vertrat er einen Lehrstuhl am Institut für Allgemeine Pädagogik und Schulpädagogik der Universität Frankfurt am Main. Ab 2000 arbeitete Nemitz als Wissenschaftlicher Angestellter am Institut für Allgemeine Erziehungswissenschaft der Technischen Universität Dresden. 2007/2008 war er Vertretungsprofessor für Allgemeine Erziehungswissenschaft an der Universität Erfurt. Von 2008 bis 2010 war er schließlich als wissenschaftlicher Mitarbeiter am Fachbereich Erziehungswissenschaften der Universität Marburg angestellt. Zudem war er zeitweise an der Technischen Universität Luleå in Schweden tätig.
Bereits seit 1978, besonders intensiv seit 1985 beschäftigt sich Nemitz mit der Psychoanalyse Jacques Lacans. Seit 2010 betreibt er den Blog „Lacan entziffern“, auf dem er inzwischen mehr als 250 längere Artikel über Lacan veröffentlicht hat. Mit Florentin Will betrieb er zudem von 2017 bis 2019 den Lacan-Podcast „Lacast“.
Nemitz lebt seit 1972 in Berlin, ist verheiratet und Vater einer Tochter und zweier Stiefsöhne.

## Veröffentlichungen (Auswahl)
- Kinder und Erwachsene. Zur Kritik der pädagogischen Differenz. Argument-Verl., Berlin/Hamburg 1996, ISBN 978-3-88619-635-7 (zugl. Diss. Uni Oldenburg 1993).